# Villa de Pocho
Villa de Pocho es una localidad situada en el departamento Pocho, provincia de Córdoba, Argentina.
Se encuentra situada en el oeste de la provincia, a aproximadamente 162 km de la Ciudad de Córdoba, y a 1050 m s. n. m.
La principal actividad económica es la agricultura seguida por la ganadería.
El turismo y la elaboración de productos regionales son también una importante fuente de ingresos.
La minería y la extracción de sal de las salinas cercanas también tienen cierta relevancia.
Existen en la comuna un destacamento policial, un dispensario y una escuela primaria.

## Población
Cuenta con 298 habitantes (Indec, 2022), lo que representa un incremento del 42% frente a los 171 habitantes (Indec, 2010) del censo anterior.

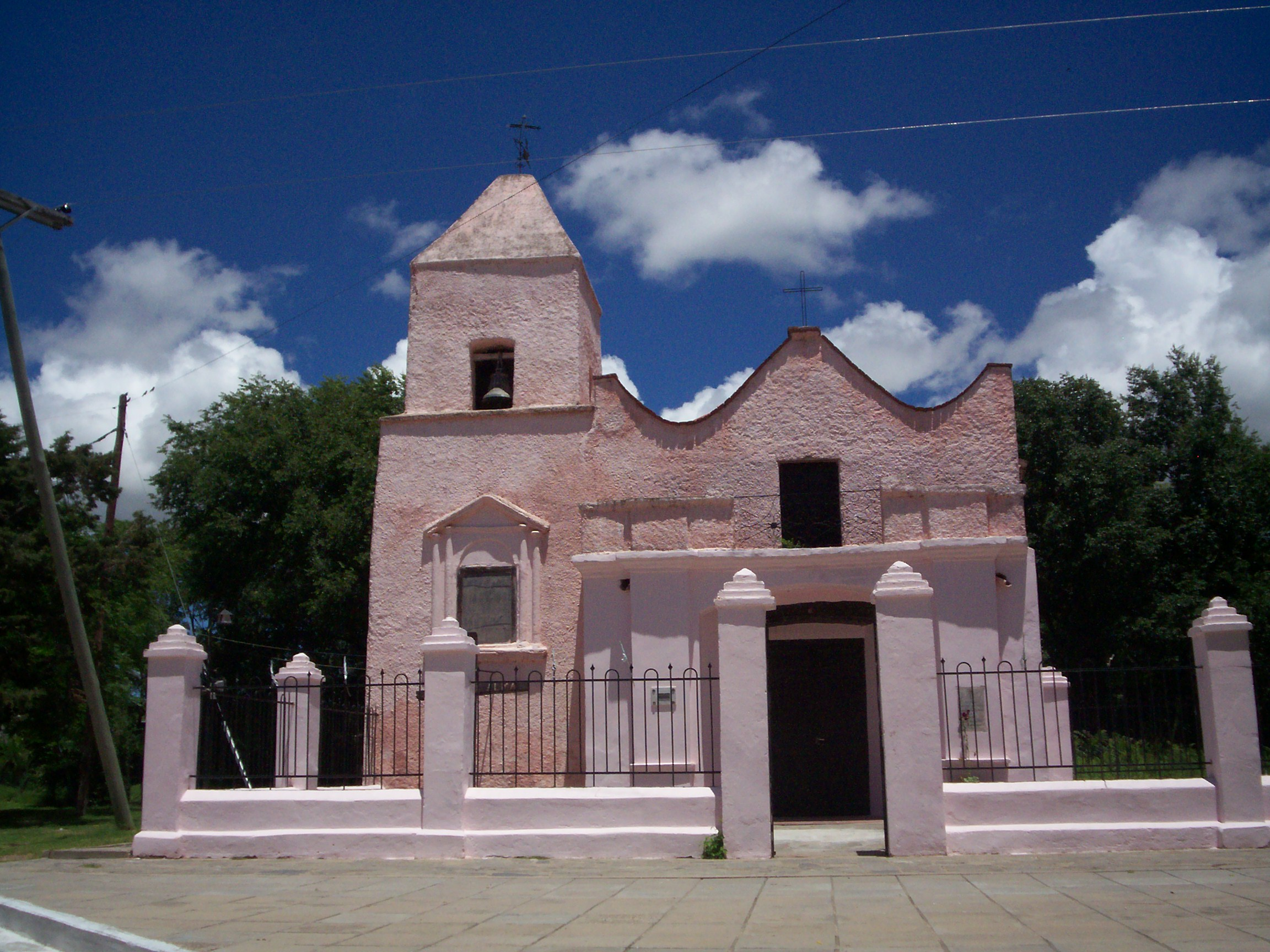
Capilla Nuestra Señora del Rosario (Villa de Pocho)

| Gráfica de evolución demográfica de Villa de Pocho entre 1991 y 2010 |
|                                                                      |
| Fuente: Censos nacionales del INDEC                                  |

## Sismicidad
La región posee sismicidad media; y sus últimas expresiones se produjeron:
- 22 de septiembre de 1908 (116 años), a las 17.00 UTC-3, con 6,5 Richter, escala de Mercalli VII; ubicación 30°30′0″S 64°30′0″O / -30.50000, -64.50000; profundidad: 100 km ; produjo daños en Deán Funes, Cruz del Eje y Soto, provincia de Córdoba, y en el sur de las provincias de Santiago del Estero, La Rioja y Catamarca.

- 16 de enero de 1947 (78 años), a las 2.37 UTC-3, con una magnitud aproximadamente de 5,5 en la escala de Richter (terremoto de Córdoba de 1947)[1]

- 28 de marzo de 1955 (70 años), a las 6.20 UTC-3 con 6,9 Richter: además de la gravedad física del fenómeno se unió el desconocimiento absoluto de la población a estos eventos recurrentes (terremoto de Villa Giardino de 1955)

- 7 de septiembre de 2004 (20 años), a las 8.53 UTC-3 con 4,1 Richter

- 25 de diciembre de 2009 (15 años), a las 21.42 UTC-3 con 4,0 Richter

- 2 de febrero de 2013 (12 años), a las 11:01 UTC-3 con 3,2 Richter[1]

La Defensa Civil municipal debe:
- realizar anualmente simulacro de sismo
- entregar MANUAL DE PROCEDIMIENTOS PARA CATÁSTROFES a medios de comunicación
- advertir con abundante señalética sobre escuchar - obedecer